# 亞非言
亞非言 （Alfian bin Sa'at，1977年7月18日—），是新加坡剧作家、诗人和作家。 作品以戏剧、诗歌和散文等題材為主。作品主題经常碰觸新加坡的禁忌问题，例如种族、性取向和政治。  亞非言是剧团野米劇場的常驻剧作家。 
亞非言曾获得多项国家文学奖。  如2001年的新加坡金筆獎詩歌獎。

## 作品

### 短篇小說集
- 《馬來素描》（Malay Sketches，2012）

## 外部連接
- 野米劇場 （页面存档备份，存于）